# 도야마 아쓰코
도야마 아쓰코(遠山 敦子, 1938년 12월 10일 ~)는 일본의 관료이자 정치인으로, 제1차 고이즈미 내각과 제1차 고이즈미 내각 (제1차 개조)에서 문부과학대신을 지냈다.
재단법인 신국립극장 운영재단 고문, 공익재단법인 도요타 재단 이사장, 공익재단법인 파나소닉 교육재단 이사장, 재단법인 일본 꽃꽂이 예술 협회 회장이다. 일본 문화청 (文化庁) 장관, 재 (在) 터키 특명전권대사, 국립서양미술관 관장, 독립 행정법인 일본 국립미술관 이사장, 제2대 문부과학대신, 재단법인 신국립극장 운영 재단 이사장 등을 역임하였다.

## 생애
미에현 구와나시에서 태어나 시즈오카시에서 자랐다. 시즈오카 현립 시즈오카 고등학교와 도쿄대학 법학부를 졸업했다. 당시 800여명의 동기 가운데 유일한 여성이었다. 1962년 여성으로서는 처음으로 행정고시를 통해 문부성에 들어가 관료 생활을 시작했고 첫 여성과장, 첫 여성부장, 첫 여성국장 등을 지냈다. 또한 최초의 여성 문화청 장관과 여성 국립서양미술관 관장을 역임했다. 1996~1999년 주 터키 대사. 2001년 고이즈미 내각에서 문부과학대신으로 임명되었고 2003년 9월까지 대신직을 지냈다.

## 같이 보기
- 고이즈미 준이치로